# Адриана Будевска
Адриана Кънчева Будевска е българска актриса, един от основоположниците на професионалния театър в България. Тя е смятана за една от най-големите български изпълнителки на трагични роли.

## Биография
Адриана Будевска е родена на 13 декември 1878 г. в Хаджиоглу Пазарджик. Завършва гимназия във Варна. През 1895 г., след конкурс, е изпратена като стипендиантка в Малий театър в Москва, където неин учител е Александър Ленски. 
След завършване на четиригодишното обучение тя се завръща в България през 1899 г. и дебютира в ролята на Василиса Мелентиева в едноименната пиеса на Александър Николаевич Островский в столичната трупа „Сълза и смях“. От 1906 до 1926 година играе само в Народния театър. Неин съпруг е Христо Ганчев – един от създателите на българския професионален театър.
През 1926 г. е уволнена и повече от 10 години, в разцвета на творчески сили, стои извън сцената, а през 1937 г. заминава за Аржентина при своя син, откъдето се завръща през 1948 година. На 20 февруари 1949 г. българската общественост чества с подобаваща тържественост нейната 70-годишнина.
Адриана Будевска допринася българският театър да се приобщи към реалистичните традиции на руския театър и да се насочи към класическия репертоар. Авторка е на многобройни статии, портрети за артисти, спомени. Някои от ролите ѝ са: Нина Заречная, Мила, Цена, Соня, Варя, Офелия, лейди Макбет, Нора, Мона Вана, Маргарита Готие, Емилия Галоти... Голяма майсторка на гласа, на чувството, Будевска е сравнявана навремето със Сара Бернар. Тя изиграва с лекота световноизвестни роли.
Умира на 9 декември 1955 г. в София. На нейно име са наречени драматичният театър в Бургас и улица в района на Медицинския университет в София. 
- Родната къща на Будевска
- Юбилеен сборник на Адриана Будевска с корица от Иван Пенков, София, 1925 г., Издател: Държавна печатница